# Tipula (Triplicitipula) silvestra
Tipula (Triplicitipula) silvestra is een tweevleugelige uit de familie langpootmuggen (Tipulidae). De soort komt voor in het Nearctisch gebied.